# Bolszoj brat
Bolszoj brat (ros. Большой брат, tł. Wielki brat) – rosyjska edycja programu Big Brother, prowadzona przez Ingeborge Dapkūnaitė Wyprodukowano tylko jedną edycję, której premiera odbyła się 10 maja 2005 roku. Program emitowała telewizja TNT.

## Historia
Na początku 2001 roku licencję na realizację Big Brothera negocjowała stacja NTV, która zdążyła już zbudować plan zdjęciowy w Sokolnikach. Prawa jednak przejął Pierwyj kanał, skupiający licencje na trzy najpopularniejsze międzynarodowe formaty reality show: Poslednij gieroj (tł. Ostatni bohater), Fabrika zwiozd (tł. Fabryka gwiazd) i Bolszoj brat. Emisji jednak nie rozpoczęto – po sukcesie show Poslednij gieroj kanał skupił się na  produkcji Fabriki zwiozd. W tym samym czasie TV-6 osiągnęła rekordowe wyniki oglądalności programem Za stiekłom (tł. Za szkłem), za co została pozwana przez Endemol Shine Group, właściciela formatu Big Brother. Stacja odrzuciła zarzuty o plagiat, powołując się na inspirację powieścią Jewgienija Zamiatina pt. My, a nie George’em Orwellem .
W 2004 roku, po tym, jak wygasły prawa Pierwyja kanału, licencję nabył TNT , płacąc za nią od 5 do 20 milionów dolarów . TNT miał już doświadczenie w podobnych projektach i planował częściowo sfinansować produkcję tego show poprzez płatne usługi dla widzów: głosowania, zakłady telefoniczne i in. Rosyjska edycja programu Big Brother została zaadaptowana w bardziej rygorystycznej formule niż zagraniczne wersje, przy zachowaniu podstawowych założeń oryginalnego formatu. Miało to na celu przyciągnięcie wymagającej krajowej publiczności . Prowadzącą została Ingeborga Dapkūnaitė . Jedyna edycja odbyła się w dniach 10 maja – 5 sierpnia 2005 roku i trwała 88 dni.

## Zasady
Emisja została zaplanowana na 95 dni. W finale pozostawał jeden uczestnik, który otrzymywał nagrodę w wysokości 10 milionów rubli. Zasady programu ustalał wyłącznie Wielki Brat, którego decyzje nie podlegały dyskusji. Uczestnicy byli pozbawieni dostępu do kalendarzy, zegarków, papieru i przyborów do pisania. Ciepła woda w prysznicu dostępna była przez godzinę dziennie, a pranie odbywało się wyłącznie ręcznie. Reguły gry obejmowały pełną izolację od świata zewnętrznego, ograniczenie wyposażenia do minimum (uczestnicy nie mieli np. pasty do zębów), a wszelkie dodatkowe dobra – jak książki, mydło, papierosy czy mięso – powinni byli zdobywać. Zadania wyznaczane przez Wielkiego Brata realizowali wspólnie i mieli obowiązek regularnie dzielić się z nim swoimi emocjami. Raz w tygodniu jedna osoba opuszczała program .

## Wariant lokalny
Twórcy rosyjskiej wersji przedstawiali program jako opowieść o przezwyciężaniu słabości i budowaniu wewnętrznej siły. Bolszoj brat odwoływał się do powieści Orwella Rok 1984 i miał stanowić przestrzeń do promowania różnych idei społecznych. Celem było wspólne przetrwanie przez uczestników około stu dni przy jednoczesnym bezwzględnym podporządkowaniu się poleceniom Wielkiego Brata. Uczestnicy zostali dobrani pod względem kontrastujących charakterów, stylów życia, temperamentu i poziomu intelektualnego. Umieszczenie ich w zamkniętej przestrzeni miało wywołać silne napięcia w relacjach .

## Rezydencja
Rezydencja programu znajdowała się w północnej części Moskwy, w budynku dawnego zakładu przemysłowego pozbawionego okien. Na jednym z jego pięter urządzono zaplecze telewizyjne, obejmujące reżyserki, pomieszczenia dla redakcji i prowadzących, kuchnię, stołówkę oraz główną przestrzeń – plan zdjęciowy. Charakter obiektu przywodzi na myśl orwellowską wizję Ministerstwa Miłości .
Uczestnicy mieli do dyspozycji dwie sypialnie (osobno dla kobiet i mężczyzn), kuchnię, salon oraz wspólną łazienkę z prysznicem, trzema umywalkami i dwoma toaletami (standardowo przewidziana była tylko jedna). Codziennie odwiedzali pokój zwierzeń. Magazyn z zapasami otwierano na polecenie produkcji. Wyposażenie było ograniczone do minimum, jednak doniesienia o braku ciepłej wody, kosmetyków i środków higieny budziły wątpliwości – uczestnicy mieli czyste włosy, a kobiety dodatkowo makijaż .

## Uczestnicy
Stacja nie przeprowadziła krajowego castingu do programu, tylko wybrała uczestników spośród osób, które nie zakwalifikowały się do show Dom-2 . W sumie w programie wzięło udział 16 osób w wieku od 19 do 34 lat  – 8 kobiet i 8 mężczyzn :
Kobiety
1. Anastasija Jagajłowa
2. Anna Cyndrienko
3. Galina Iwanowa
4. Jewgienija Szwiec
5. Nadieżda Zwieriewa
6. Olesia Ostapienko
7. Olesia Paramonowa
8. Wanessa Li

Mężczyźni
1. Anton Sokołow
2. Arkadij Marjin
3. Dmitrij Donskow
4. Dmitrij Zadorożny
5. Gieorgij Mdiwani
6. Iwan Tomoszenko
7. Siergiej Jewsikow
8. Wasilij Pieczień[5]

Zwycięstwo odniosła Anastasija Jagajłowa .

## Produkcja
Zdjęcia prowadzono z pomieszczeń wyłożonych czarną wykładziną. Operatorzy nosili czarne ubrania i rękawiczki, by pozostać niewidocznymi. Obsługa techniczna programu funkcjonowała w warunkach zbliżonych do tych, w których przebywali uczestnicy – i zdaniem niektórych obserwatorów to właśnie ich los zasługiwał na osobny program. Do telewizji trafiała zmontowana wersja wydarzeń z poprzedniego dnia, emitowana trzykrotnie w ciągu doby. W piątki odbywało się głosowanie eliminacyjne oraz program prowadzony na żywo przez Dapkūnaitė. Dla widzów chcących śledzić przebieg programu w czasie rzeczywistym udostępniono transmisję online z trzech kamer .

## Reakcje
Bolszoj brat budził duże nadzieje – format odniósł sukces na świecie, a kampania reklamowa była intensywna .
Od początku emisji program był tematem szerokiej i niejednoznacznej debaty. Jedni postrzegali go jako element kulturowej degradacji, inni jako próbę zmierzenia się z przemocą społeczną i poszukiwania nowych wzorców zachowań . Premierowy odcinek, choć wzbudził ciekawość, został źle przyjęty: uznano go za chaotyczny. Późniejsze odcinki nie trafiły już do rankingu najchętniej oglądanych programów .
Publiczność miała możliwość komentowania uczestników i przebieg transmisji programu na forum internetowym tntbrat.ru, formułując tak trafne, jak i skrajnie hipotezy dotyczące castingu, scenariusza czy ideologii programu. Brak moderacji skutkował dużym natężeniem agresji słownej i ksenofobii, szczególnie wobec uczestników pochodzenia gruzińskiego (Mdiwani) i koreańskiego (Li). Oboje szybko opuścili program – Mdiwani z własnej woli, Li w wyniku głosowania widzów. Krytycznie oceniano także prowadzącą, zarzucając jej obcy akcent, brak doświadczenia, swobody i rozpoznawalności wśród młodszej widowni .
Ostatecznie rosyjska wersja okazała się porażką , a zainteresowanie widzów wygasło wraz z zakończeniem pierwszego sezonu. Przyczyn niepowodzenia doszukiwano się w tym, że Bolszoj brat pojawił się w Rosji zbyt późno: telewizja była już w dużej mierze zdominowana przez Dom-2 . Być może zawiódł dlatego, że reklamowano go jako projekt surowy, podczas gdy w rzeczywistości przypominał „przedszkole dla dorosłych”: zadania były niepoważne, konflikty sztuczne, a całość pozbawiona napięcia. Nie wiadomo, czy zawiodła formuła, czy wykonanie – ale rosyjscy widzowie nie dali się przekonać . Mimo oficjalnej licencji, pierwowzór gatunku był odbierany jako wtórny wobec lokalnych imitacji i TNT prawdopodobnie uznała, że nie opłaca się inwestować w format przynoszący mniejsze zyski .